# Mekere Morauta
Sir Mekere Morauta, né le 12 juin 1946 dans le village de Kukipi dans le territoire de Papouasie et mort le 19 décembre 2020 à Brisbane,, est un économiste et homme politique papouan-néo-guinéen. Député de 1997 à 2012, puis de 2017 jusqu'à sa mort, il est Premier ministre de 1999 à 2002.

## Biographie
En 1970, il obtient une licence d'économie à l'Université de Papouasie-Nouvelle-Guinée.
Dans les années 1970, il est un haut fonctionnaire influent au ministère des Finances. Membre du « gang des Quatre (en) » avec ses collègues hauts fonctionnaires Charles Lepani, Sir Rabbie Namaliu et Sir Anthony Siaguru (en), il contribue à forger le système administratif et la politique en général de son pays, qui accède à l'indépendance en 1975. Il travaille notamment avec l'économiste australien Ross Garnaut (en), avec qui il maintiendra de très bonnes relations professionnelles et personnelles. Dans le même temps, de 1972 à 1994 il travaille dans le milieu de la finance, et est gouverneur de la Banque de Papouasie-Nouvelle-Guinée de 1993 à 1994,. 
Il est élu député en 1997, représentant le Mouvement populaire démocrate (People's Democratic Movement). De 1998 à 1999 il est ministre des Pêcheries dans le gouvernement de Bill Skate. Il devient Premier ministre en 1999. Premier ministre, il privatise des entreprises publiques, provoquant des protestations, notamment d'organismes non-gouvernementaux et d'étudiants. Au cours des conflits qui suivent, plusieurs étudiants perdent la vie. Interrogé à ce sujet une dizaine d'années plus tard, Morauta déclare qu'il n'a « absolument aucun regret », estimant que les étudiants en question étaient « stupides et ignorants » et « manipulés ». Il se félicite d'avoir redressé le pays par ses réformes,,.
Aux législatives de 2002, il est réélu député, mais Sir Michael Somare lui succède au poste de Premier ministre. De 2002 à 2004, il est chef de l'opposition parlementaire. Aux élections législatives de 2007, il soutient Sir Julius Chan, mais Somare est reconduit à la tête du pays,; Morauta devient chef de l'Opposition, représentant désormais un parti qu'il a lui-même créé, le Parti de la Papouasie-Nouvelle-Guinée (Papua New Guinea Party). Lorsque le gouvernement Somare est démis par le président du Parlement pour une question de procédure en août 2011, le Parti de la Papouasie-Nouvelle-Guinée intègre le gouvernement du nouveau Premier ministre Peter O'Neill. Morauta devient ministre des entreprises publiques,.
En 2009, la reine le nomme chevalier commandeur de l'ordre de Saint-Michel et Saint-Georges, pour « services rendus à la communauté, au service public et à la politique ».
En mai 2012, un mois avant les élections législatives, il annonce qu'il ne briguera pas un nouveau mandat de député, mettant fin à sa carrière politique. Il laisse le Parti de la Papouasie-Nouvelle-Guinée entre les mains du vice-Premier ministre Belden Namah, auquel il accorde sa pleine confiance,. Il revient ensuite sur sa décision, et se présente avec succès aux élections législatives de 2017, élu député de la circonscription de Moresby nord-ouest sous les couleurs du Pangu Pati.